# Władysław Mazur (nauczyciel)
Władysław Mazur – polski nauczyciel, działacz polonijny.

## Życiorys
Pochodził ze Starego Sącza. Podczas I wojny światowej służył w szeregach armii austriackiej, został wzięty do niewoli rosyjskiej. Po okresie tułaczki trafił do Harbinu. Tam został głównym działaczem kulturalnym wśród miejscowej Polonii. Dokonał zrzeszenia Polaków zamieszkujących Mandżurię, Daleki Wschód, Chiny i Sachalin w Polskiej Macierzy Szkolnej, której był prezesem. Był założycielem pierwszego seminarium pedagogicznego w Mandżurii. Z daleka pisał korespondencje dla wydawanego w Krakowie dziennika „Nowa Reforma”.